# 濱田嘉幸
濱田 嘉幸（はまだ よしゆき、1974年7月19日 - ）は、日本の俳優。兵庫県赤穂郡上郡町出身。スタークコーポレーション所属。

## 出演

### テレビドラマ
NHK
- 連続テレビ小説 オードリー(2000年) - レギュラー出演
- 聖徳太子(2001年)
- オトンの宝物（2007年9月7日、NHK大阪） - 西和也 役
- 篤姫(大河ドラマ) 41話・42話(2008年) - 寺田屋 捕手 役
- 天王寺ブロードウェー（2010年7月30日、NHK大阪）
- フェイク 京都美術事件絵巻(2011年)
- タイムスクープハンター5「公事師」(2013年) - 又平 役
- タイムスクープハンター スペシャル(2014年) - 惣右衛門 役
- 西郷どん(大河ドラマ) 42話・43話・44話 (2018年) - 大木喬任 役
- デジタル・タトゥー(土曜ドラマ) 2019年5月18日 - 美術教師 役

日本テレビ系
- 知ってるつもり?! - 北条時宗 役

TBS系
- 南町奉行事件帖 怒れ!求馬(1997年)
- 水戸黄門 第26部 6話(1998年)
- 大江戸を駈ける! 1話(2000年)

テレビ東京系
- 家康が最も恐れた男 真田幸村(1998年)
- 赤穂浪士(1999年)

テレビ朝日系
- 暴れん坊将軍 31話
- 京都潜入捜査官(2000年) - ツトム 役
- 旗本退屈男 2話(2001年)
- 子連れ狼(2002年)
- ドクターX〜外科医・大門未知子〜 第6期 （2019年10月17日 - 、テレビ朝日） - 青柳学 役
- 暴太郎戦隊ドンブラザーズ ドン44話(2022年) - 部長 役

### 映画
- 実録・北海道やくざ戦争 逆縁(2002年 津島勝監督)
- 稲川純二の伝説のホラー「ぬらりひょん」(2003年 矢田清巳監督 角川ホラーシネマ)
- 恋する彼女、西へ。(2008年 田渕久美子脚本 酒井信行監督)
- 逆襲!スケ番☆ハンターズ～地獄の決闘～(2010年 奥田真一監督)

### CM
- グリコ「プッチンプリン」プ社長編、プ社員編(2007年)
- コミュファ光～カナリおとく 新メニュー発表会編～
- KIRIN「淡麗グリーンラベル」ラジオCM(2014年)

### 舞台
- 劇団6.89(劇団員) 本公演全出演
  - スペースアワー(2001年)
  - キャンディマスク(2002年)
  - 極～Kiwami～(2003年)
  - 手のり侍(2004年)
  - 緊急転校生(2004年)
  - 東京タイタニック(2005年)
  - 再来年もそのまた来年も(2006年)
  - ジダイオクレ(2010年)
  - 美女と野獣と赤い馬(2011年)
- MK-BOXプロデュース
  - 雪血花(2005年)
  - 世にも不思議なおしいれ裁判(2006年)
  - 人生大爆走(2006年)
  - 世にも不思議な死神裁判(2007年)
  - 完全犯罪倶楽部(2008年)
- 電脳歌劇団SYNAPSE MAGIC第4回「バックトゥザシナプス」(2006年)
- 江戸川プリンセス「東京タイタニック」(2007年)
- TEAM JAPAN SPEC「当選確率0%」(2009年)
- 道程FACTORY「Underful World」(2009年)
- メディアワークス プロデュース
  - 空飛ぶコーポレーション(2013年)
  - トレイル(2013年)
- スタークコーポレーション 第一弾公演「あいすべき、不毛」(2013年)
- 護送撃団方式「メンタルトレーナーのくせに」(2015年)
- すわいつ企画「心優しき野郎ども」(2016年)

### バラエティ
- 「あほやねん!すきやねん!」～開門！コトバ塾～(ゲスト出演)(NHK関西)

### イベント
- 萩・世田谷幕末維新祭り(松陰神社(東京都)) - 久坂玄瑞役[2]